# Hamid Dabashi
Hamid Dabashi (en persa: حمید دباشی‎; nacido el 15 de junio de 1951) es un escritor, filósofo, crítico literario, historiador y profesor iraní. Ha escrito cerca de veinte libros hasta la fecha, de los cuales se destacan Teología del descontento; varios libros relacionados con el cine iraní; Escenificar una revolución, Sueños de una nación: acerca del cine de Palestina y su obra sobre historia persa Irán: un pueblo interrumpido.

## Biografía
Nacido en 1951 y criado en la ciudad sureña de Ahvaz en Irán, Dabashi cursó estudios en su país natal y en los Estados Unidos, donde recibió un doble doctorado en sociología cultural y estudios islámicos de la Universidad de Pensilvania en 1984, seguido de una beca postdoctoral de la Universidad de Harvard. Escribió su tesis sobre la teoría de Max Weber de la autoridad carismática junto con el crítico cultural freudiano Philip Rieff. Vive en la ciudad de Nueva York con su esposa y colega Golbarg Bashi.

## Carrera
En uno de sus libros, Irán: un pueblo interrumpido, el autor relata los últimos doscientos años de la historia de Irán, incluyendo el análisis de las tendencias culturales y los acontecimientos políticos hasta el colapso del movimiento de la reforma y el surgimiento de la presidencia de Mahmud Ahmadineyad. Dabashi sostiene que "Irán debe ser entendido como el lugar de una lucha continua entre dos visiones contrastantes de la modernidad, una colonial y la otra anticolonial".
Su libro Teología del descontento es un estudio del ascenso global de islamismo como una forma de teología de la liberación. Otro de sus libros, Primer plano: el pasado, presente y futuro del cine iraní (2001), es uno de los textos más importantes relacionados con el cine moderno iraní y el fenómeno del cine nacional como una forma de modernidad cultural, que aparece incluso en la guía de viajes de la editorial Lonely Planet para Irán. En su ensayo "Por última vez: Civilizaciones", también planteó la oposición binaria entre "el Islam y el mundo occidental".
En Realidad y Narrativa, deconstruyó la concepción esencialista del Islam proyectada por los orientalistas y los islamistas por igual. En cambio, ha planteado en lo que él llama una concepción "polifocal" del Islam, tres discursos e instituciones de autoridad que compiten entre sí, y los denomina "nomocéntrico" (basado en la ley), "logocéntrico" (basado en la razón) y "homocéntrico" (basado en el ser humano). La dinámica histórica entre estas tres lecturas del Islam, concluye, constituye la historia moral, política e intelectual de los musulmanes.
Entre sus ensayos se encuentran Artistas sin límites (2005), Mujeres sin dolor de cabeza (2005), Por última vez: Civilizaciones (2001) y El fin de la ideología islámica (2000).
Hamid Dabashi es además autor de numerosos artículos, que presentan temáticas desde el islamismo y el feminismo hasta las artes visuales e interpretativas en un contexto global.

## Cine y arte
Dabashi fue consultado por el reconocido director británico Ridley Scott para la realización de su película Kingdom of Heaven (2005). Scott afirmó que su película fue aprobada y verificada por Dabashi: "Le mostré la película a un musulmán muy importante de Nueva York, un profesor de Columbia y dijo que era el mejor retrato de Saladino que había visto en su vida".
Fue el consultor principal de Hany Abu-Assad en la realización de su película Paradise Now (2005) y en Women without Men de Shirin Neshat (2006). Aparece en el documental estadounidense de Bavand Karim Nation of Exiles (2010), proporcionando un análisis de la revolución verde iraní.
Dabashi también ha servido como miembro del jurado en muchos festivales internacionales de arte y cine, más recientemente en el Festival Internacional de Locarno en Suiza. En el contexto de su compromiso con el avance del arte transnacional y el cine independiente mundial, es el fundador de Dreams of a Nation, un proyecto cinematográfico palestino dedicado a la preservación y salvaguardia del cine palestino. Por sus contribuciones al cine iraní, el cineasta Mohsen Makhmalbaf calificó a Dabashi como un "crítico cultural poco común".

## Comentario y crítica
Hamid Dabashi es un comentarista político con experiencia en temáticas como el Medio Oriente, la Universidad de Columbia y la política exterior estadounidense, entre otras.

### Universidad de Columbia

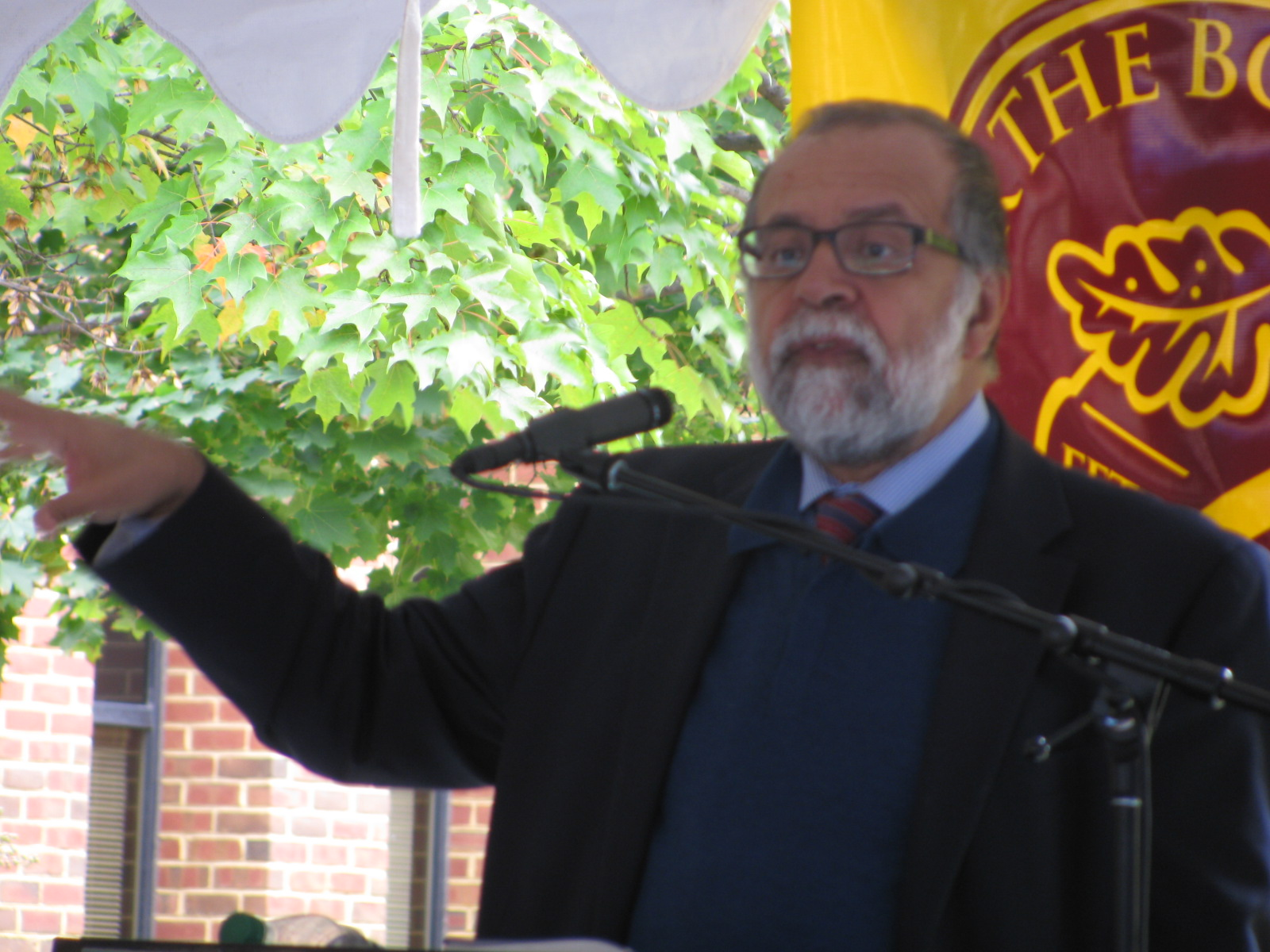
Dabashi en una conferencia en 2013.

En 2002, Dabashi criticó duramente al rabino Charles Sheer (quien fue capellán judío de la universidad entre 1969 y 2004) después de haber amonestado a varios profesores por cancelar sus clases para asistir a mítines pro palestinos. Dabashi escribió en el Columbia Spectator que el Rabino Sheer "asumió la tarea de movilizar y encabezar una cruzada de miedo e intimidación contra los miembros de la facultad de Columbia y los estudiantes que se han atrevido a hablar en contra de la matanza de palestinos inocentes".
En 2004, Dabashi estuvo involucrado en una disputa en la Universidad de Columbia entre estudiantes judíos y profesores pro palestinos, que incluía acusaciones de antisemitismo contra los profesores. Según el New York Times, Dabashi fue noticia principalmente por sus puntos de vista políticos y por haber cancelado una clase para asistir a un mitin palestino. El capítulo de Nueva York de la Unión Americana de Libertades Civiles se puso del lado de los profesores. Un comité ad hoc formado por Lee C. Bollinger, presidente de la Universidad de Columbia, informó en marzo de 2005 que no pudieron encontrar ninguna acusación creíble de antisemitismo, pero sí criticaron los procedimientos de la universidad al respecto y recomendaron cambios. Sin embargo, el comité fue criticado por no examinar un artículo en el que Dabashi escribió que los israelíes sufren de "un carácter profundamente vulgar".
En septiembre de 2004, el diario New York Sun informó que Victor Luria, un estudiante de doctorado que trabajaba en un laboratorio de genética de Columbia y que sirvió en el ejército israelí en 1998, envió un correo electrónico a Dabashi criticándolo duramente por un artículo que había escrito en el periódico egipcio Al-Ahram. Dabashi posteriormente reenvió el correo electrónico a varios altos funcionarios de Columbia, entre ellos Alan Brinkley, alegando que temía un "posible ataque por parte de un calumniador militante" y pidió protección. Brinkley respondió que no había "nada amenazante" en el correo electrónico de Luria y que no sería necesario brindarle ningún tipo de protección.

### Puntos de vista sobre Israel
Dabashi ha descrito el estado de Israel como "una exégesis bíblica disléxica", "la Palestina ocupada", "una vocación vicaria", "una ilusión peligrosa", "un asentamiento colonial", "un estado judío de apartheid" y "un estado racista". En una entrevista con AsiaSource en junio de 2003, Dabashi afirmó que los partidarios de Israel "no pueden ver que Israel durante los últimos 50 años como estado colonial - primero con colonos blancos europeos, luego con colonos blancos americanos, ahora con colonos blancos rusos - no es más que una base militar para el creciente imperio de los Estados Unidos. Israel no tiene ningún privilegio mayor o menor que Pakistán, Kuwait o Arabia Saudita. Estas son todas bases militares, pero algunas de ellas, como Israel, son como el hardware de la imaginación imperial americana".
En una entrevista con The Electronic Intifada en septiembre de 2002, Dabashi se refirió al lobby pro-Israel como "Apparátchiks de la Gestapo" y "un componente integral de los diseños imperiales de la administración Bush para una globalización salvaje y depredadora". También criticó a los "zelotes fanáticos de Brooklyn" que se han asentado en tierras palestinas. También ha criticado duramente al New York Times, tildándolo de "periódico de propaganda nauseabundo".
En septiembre de 2004, Dabashi criticó duramente a Israel en el periódico egipcio Al-Ahram, afirmando lo siguiente:
Lo que ellos llaman "Israel" no es un mero estado militar. Un militarismo subsumido, una mendacidad sistémica con una violencia arraigada relacionada con la propia fusión de su tejido, que ha penetrado en los rincones más profundos de lo que estas personas tienen que llamar su "alma". Medio siglo de mutilaciones y asesinatos sistemáticos de otro pueblo ha dejado sus huellas profundas en los rostros de estas personas, en la forma en que hablan, en la forma en que caminan, en la forma en que se saludan, en la forma en que miran al mundo. Hay una prevaricación endémica en esta maquinaria, un carácter profundamente vulgar.

En respuesta al ensayo de Dabashi publicado por Al-Ahram, el presidente de la Universidad de Columbia, Lee Bollinger, afirmó: "Quiero desvincularme completamente de esas ideas". Jonathan Rosenblum, director de Jewish Media Resources, escribió más tarde que "Dabashi aparentemente se suscribe a la genética lamarckiana, que un organismo puede transmitir a su descendencia las experiencias y características que adquiere durante su vida. No sólo las supuestas acciones de los judíos israelíes han producido cambios en su propia estructura ósea, sino que esos cambios se transmiten a las generaciones posteriores. La descripción de Dabashi de la degradada fisonomía judía es simple y puro racismo". Scott Sherman escribió en The Nation que el artículo de Dabashi era "preocupante" debido a su "caracterización radical de todo un pueblo como vulgares y dominantes en su esencia misma. El pasaje puede ser fácilmente interpretado como antisemita. Dabashi, como mínimo, es culpable de escribir de forma estridente y descuidada".
En una declaración juramentada presentada ante la Comisión de Derechos Civiles de los Estados Unidos, Dabashi declaró que no había expresado ni albergado ningún sentimiento antisemita y que el ensayo para Al-Ahram de 2004 estaba siendo malinterpretado. En una carta al Columbia Spectator, Hamid Dabashi escribió que el ensayo "no es una caracterización racial de un pueblo, sino una reflexión crítica sobre la política corporal del militarismo de estado y los efectos que tiene en los seres humanos". Dabashi también se disculpó por "cualquier daño que haya podido causar inadvertidamente" debido a la interpretación del ensayo.
En un artículo publicado en enero de 2009, Hamid Dabashi abogó por los esfuerzos de boicot dirigidos tanto a individuos como a instituciones:
La campaña de enajenación, que ha tenido mucho más éxito en Europa Occidental, debe ser revitalizada en Norteamérica, al igual que el boicot a las instituciones culturales y académicas israelíes. Dar nombres y denunciar individualmente a todos los intelectuales israelíes prominentes que han apoyado públicamente la barbarie de sus funcionarios electos, y luego boicotear categóricamente sus universidades y colegios, festivales de cine e instituciones culturales, es el acto de solidaridad más importante que sus contrapartes pueden hacer en todo el mundo.
El 8 de mayo de 2018, el autor tuiteó: "En cada acto sucio, traicionero y pernicioso que ocurre en el mundo siempre aparecerá el nombre de Israel". Rena Nasar, directora del campus de StandWithUs, afirmó en una entrevista en la página web de noticias de la organización estudiantil Campus Reform que "culpar al estado judío de todos los problemas del mundo es un antisemitismo virulento, haciéndose eco de la retórica que ha conducido a la opresión y a la violencia en contra de los judíos durante siglos".
Dabashi es miembro del consejo asesor de la Campaña de Estados Unidos para el Boicot Académico y Cultural a Israel.

### Críticas a Lee Bollinger
Tras las declaraciones del presidente de la Universidad de Columbia Lee Bollinger sobre el presidente iraní Mahmoud Ahmadinejad durante su visita a Columbia en septiembre de 2007 (en la que Bollinger declaró que el presidente iraní era un "dictador mezquino y cruel" que carecía del "coraje intelectual" para ofrecer respuestas reales sobre la negación del Holocausto), Dabashi afirmó que las declaraciones de Bollinger eran "los clichés más ridículos de la maquinaria de propaganda neoconservadora, en la forma de un supremacista racista blanco que lleva la pesada carga de civilizar el mundo". También afirmó que los comentarios de Bollinger eran "guerra propagandística librada por la autoproclamada autoridad moral de los Estados Unidos" y que "sólo el racismo adormecido de Lee Bollinger al presentar a Ahmadinejad podría haber hecho que el demagogo se pareciera al espectador inocente en un circo autopromocional". Además, Dabashi afirmó que cuando Bollinger hizo estos comentarios, "nada menos que el diablo encarnado, el cristiano fundamentalista en el pensamiento de Bollinger, estaba sentado frente a él" y que los comentarios "descaradamente racistas" de Bollinger estaban "repletos de racismo".
Judith Jackson, profesora de epidemiología en Columbia y coordinadora del grupo israelí Scholars for Peace in the Middle East, criticó a Dabashi por sus comentarios, afirmando que su artículo era "pura demagogia" y que "atribuir al racismo los comentarios o el comportamiento del Presidente Bollinger es absurdo".

### Leer Lolita en Teherány Azar Nafisi
En 2006 el autor criticó duramente a la novelista Azar Nafisi por su libro Leer Lolita en Teherán, afirmando que "al tratar de reciclar una historia de la literatura inglesa como el primer plano ideológico del imperio estadounidense, Leer Lolita en Teherán recuerda a los proyectos coloniales más venenosos" y la acusó de ser una "informante nativa y una agente colonial". En una entrevista con la revista Z, Dabashi comparó a Nafisi con la soldado de reserva estadounidense Lynndie England, que fue condenado por abusar de prisioneros iraquíes en Abu Ghraib.
Nafisi respondió a las críticas de Dabashi afirmando que no es, como afirma el autor, una neoconservadora. Sostuvo que siempre se opuso a la guerra de Irak y que está más interesada en la literatura que en la política. En una entrevista, Nafisi declaró que nunca ha defendido un ataque contra Irán y que la democracia, cuando llegue, debería provenir del pueblo iraní (y no de la intervención militar o política de los Estados Unidos). Añadió que, si bien está dispuesta a participar con "argumentos serios, un debate polarizado no vale la pena". Declaró que no respondió directamente a Dabashi porque "no quería rebajarse ni recurrir al insulto".